# 中澤元紀
中澤元紀（日语：／ Nakazawa Motoki，2000年2月20日—），日本男演員，出身於日本茨城縣，隸屬於Tristone娛樂經紀公司 。身高183cm。

## 簡歷
2022年，演出網絡廣告劇《哈根達斯之家〜8個幸福故事〜》演員出道。同年4月，演出富士電視台週三晚間十點連續劇《難波MG5》。  
2023年9月29日，初次演出電影《沉默的艦隊》。同年10月期，TBS日曜劇場《下剋上球兒》中飾演王牌投手「犬塚翔」而受到關注 。
2024年7月期，與小林虎之介共同主演東京電視台電視劇 《聽見向陽之聲》，這是他首次在連續劇中擔任主角。
2025年4月，演出NHK晨間劇《紅豆麵包》飾演柳井千尋。7月期出演富士電視台電視劇《最後的鑑定人》。

## 人物
- 興趣：電影鑑賞、烹飪[1]
- 特長：手球、書法[1]
- 最怕吃的食物是薑和青豆

## 演出作品

### 電視劇
- 難破MG5（2022年4月13日 - 6月22日，富士電視台）- 飾演 山田亮太[7]
- 清晨首班列車的殺風景 第5集（2022年12月2日，WOWOW）- 飾演 後藤
- 埼玉的公關（2023年7月26日 - 9月20日，TBS）- 飾演 高崎千[8]
- 下剋上球兒（2023年10月15日 - 12月17日，TBS）- 飾演 犬塚翔[9]
- 星期六在做什麼!? Ikedora（2024年1月6日 - 27日，關西電視台、富士電視台）-  主演・元紀[10]
- 366日 第2集、第5集～第9集、最終集（2024年4月15日・5月6日 - 6月3日・17日，富士電視台） - 飾演 瀧本龍也[11]
- 聽見向陽之聲（2024年7月4日 - 9月19日，東京電視台） - 主演・杉原航平（與小林虎之介雙主演）[12]
- 紅豆麵包（2025年3月31日 - ，NHK綜合頻道） - 飾演 柳井千尋[13]
- 最後的鑑定人（2025年7月9日 - ，富士電視台） - 飾演 都丸勇人[14]

### 網路劇
- 哈根達斯之家〜8個幸福故事〜 第2集（2022年1月10日，YouTube）- 飾演 小林優也
- First Love 初戀（2022年11月24日，Netflix）[15]
- 沉默的艦隊第一季〜東京灣大戰〜 （2024年2月9日 - 16日，Amazon Prime Video） - 飾演 平沼晃輝

### 電影
- 沉默的艦隊（2023年9月29日，東寶） - 飾演 平沼晃輝
- 告別單調（2023年10月6日，RANKU）- 飾演 藤宮誠
- Fast Break（2024年11月22日，Movic） - 主演・草村駿鬥[16]
- 我不能在你面前哭泣（2025年11月14日公開〈予定〉，Happinet Phantom Studios） - 飾演 田崎淳一[17]
- WIND BREAKER（2025年12月5日公開〈予定〉，日本華納兄弟） - 飾演 柊登馬 役[18]

### 廣播劇
- FM劇場「烏鴉教會了我什麼」（2025年3月15日，NHK-FM）- 主演・櫻場海[19]

### 舞台劇
- 流浪者之歌（2025年11月15日 - 12月27日〈予定〉、世田谷公共劇場 / 2026年1月〈予定〉、兵庫縣立藝術文化中心 阪急中央大廳）[20]

### 音樂錄影帶
- UVERworld《酒窝》（2022年）
- 乃紫《A8番出口》(2024年)
- 川崎鷹也《夕陽之上》(2024年)

### 電台
- J-WAVE SELECTION ITOCHU DEAR LIFE, DEAR FUTURE（2024年3月24日，J-WAVE）
- Nandary（2025年6月5日，NHK仙台放送局）

### CM
- NTT DOCOMO U30長折扣 特別影片ー第1彈「再次愛上你」（2022年2月）
- 電子設計保險 新自動車保險「＆e」「このゆび、とまれっ！宣言」篇（2022年5月）
- C4Connect 放置少女百花撩亂的萌姬們「放置しよう、いまだ！」篇（2022年9月/再放送：2023年6月）
- ABC-MART×UNDER ARMOR 「青春是、僅有一次。」（2022年9月）
- Minimini CM「我憧憬的hero篇〜映畫『真・假面騎士』商業搭配CM〜」（2023年1月）
- 可口可樂「Coke STUDIO 美人魚」篇（2023年6月）
- Panasonic IH品牌影片「只限家人的餐廳」（2024年3月 - ）
- 大陽日酸 品牌影片「閃亮的大哥哥之謎」（2024年10月 - ）

## 書籍

### 寫真集
- 中澤元紀 1st寫真集（2025年10月發售〈予定〉，WANI BOOKS）[21]